# Xã Elkhart, Quận Noble, Indiana
Xã Elkhart (tiếng Anh: Elkhart Township) là một xã thuộc quận Noble, tiểu bang Indiana, Hoa Kỳ. Năm 2010, dân số của xã này là 2.065 người.